# Europese sprintkampioenschappen zwemmen 1994
Stavanger trad op als gastheer van de vierde en - naar later bleek - laatste editie van de Europese kampioenschappen sprint op de kortebaan (25 meter). Op het programma stonden slechts de ultrakorte zwemonderdelen, oftewel de 50- (rugslag, schoolslag en vrije slag) en de 100-meternummers (wisselslag). Het door de Europese zwembond LEN georganiseerde toernooi in de Noorse stad, ruim drie maanden na de wereldkampioenschappen langebaan (50 meter) in Rome, duurde twee dagen: van zaterdag 3 december tot en met zondag 4 december 1994. Namens Nederland vaardigde de KNZB vijf zwemmers af: Karin Brienesse, Wilma van Hofwegen, Marianne Muis, Angela Postma en Ron Dekker.

## Medaillewinnaars (mannen)
```
FINALE 50 METER 
VRIJE SLAG

1. Krysztof Cwalina (Polen) 22,01
2. Joakim Holmqvist (Zweden) 22,50
3. Silko Günzel (Duitsland) 22,53
```

```
FINALE 50 METER 
RUGSLAG

1. Jirka Letzin (Duitsland) 25,47
2. Zsolt Hegmegi (Zweden) 25,72
3. Miloslav Dolnik (Slowakije) 25,93
```

```
FINALE 50 METER 
SCHOOLSLAG

1. 
Mark Warnecke
 (Duitsland) 27,58
2. 
Ron Dekker
 (Nederland) 27,61
3. Dimitri Volkov (Rusland) 27,95
```

```
FINALE 50 METER 
VLINDERSLAG

1. Jonas Åkesson (Zweden) 24,25
2. Carlos Sanchez (Spanje) 24,34
3. Dirk Vandenhirtz (Duitsland) 24,55
```

```
FINALE 100 METER 
WISSELSLAG

1. Denislav Kaltchev (Bulgarije) 55,51
2. 
Christian Keller
 (Duitsland) 55,88
3. Grigory Matoeskov (Rusland) 57,31
```

```
FINALE 4x50 METER 
VRIJE SLAG
```

```
1. 
Zweden 1.27,62
 (
Europees record
)
Zsolt Hegmegi
Lars-Ove Jansson
Joakim Holmqvist
Pär Lindström
```

```
2. 
Duitsland 1.29,09
```

```
3. 
Kroatië 1.30,71
```

```
FINALE 4x50 METER 
WISSELSLAG
```

```
1. 
Duitsland 1.38,01
 (
Europees record
)
Jirka Letzin 25,27

Mark Warnecke
 27,11
Dirk Vandenhirtz 23,82
Silko Günzel 21,81
```

```
2. 
Zweden 1.39,38
```

```
3. 
Kroatië 1.41,19
```

## Medaillewinnaars (vrouwen)
```
50 meter 
vrije slag

1. 
Sandra Völker
 (Duitsland) 25,29
2. 
Angela Postma
 (Nederland) 25,52
3. 
Sue Rolph
 (Groot-Brittannië) 25,55
4. 
Marianne Muis
 (Nederland) 25,64
```

```
50 meter 
rugslag

1. 
Sandra Völker
 (Duitsland) 27,96
2. Dagmara Komorowicz (Polen) 28,85
3. 
Martina Moravcová
 (Slowakije) 28,86
```

```
50 meter 
schoolslag

1. 
Emma Igelström
 (Zweden) 32,13
2. Elin Austevoll (Noorwegen) 32,14
3. Terrie Miller (Noorwegen) 32,43
```

```
50 meter 
vlinderslag

1. 
Angela Postma
 (Nederland) 27,48
2. 
Martina Moravcová
 (Slowakije) 27,84
3. Julia Voitowitsch (Duitsland) 27,92
```

```
100 meter 
wisselslag

1. 
Louise Karlsson
 (Zweden) 1.01,89
2. 
Sue Rolph
 (Groot-Brittannië) 1.02,21
3. 
Daniela Hunger
 (Duitsland) 1.02,48
```

```
4x50 meter 
vrije slag
```

```
1. 
Duitsland 1.41,20
```

```
2. 
Zweden 1.42,32
```

```
3. 
Nederland 1.42,45

Angela Postma
 25,74

Wilma van Hofwegen
 25,57

Marianne Muis
 25,27

Karin Brienesse
 25,57
```

```
4x50 meter 
wisselslag
```

```
1. 
Duitsland 1.53,58
```

```
2. 
Rusland 1.54,21
```

```
3. 
Zweden 1.54,51
```

## Medailleklassement
| Plaats | Land                | Goud | Zilver | Brons | Totaal |
| 1      | Duitsland           | 7    | 2      | 4     | 13     |
| 2      | Zweden              | 4    | 4      | 1     | 9      |
| 3      | Nederland           | 1    | 2      | 1     | 4      |
| 4      | Polen               | 1    | 1      | 0     | 2      |
| 5      | Bulgarije           | 1    | 0      | 0     | 1      |
| 6      | Rusland             | 0    | 1      | 2     | 3      |
| 6      | Slowakije           | 0    | 1      | 2     | 3      |
| 8      | Verenigd Koninkrijk | 0    | 1      | 1     | 2      |
| 8      | Noorwegen           | 0    | 1      | 1     | 2      |
| 10     | Spanje              | 0    | 1      | 0     | 1      |
| 11     | Kroatië             | 0    | 0      | 2     | 2      |
| Totaal | Totaal              | 14   | 14     | 14    | 42     |

Langebaan (50 meter):

Boedapest 1926 · 
Bologna 1927 · 
Parijs 1931 · 
Maagdenburg 1934 · 
Londen 1938 · 
Monte Carlo 1947 · 
Wenen 1950 · 
Turijn 1954 · 
Boedapest 1958 · 
Leipzig 1962 · 
Utrecht 1966 · 
Barcelona 1970 · 
Wenen 1974 · 
Jönköping 1977 · 
Split 1981 · 
Rome 1983 · 
Sofia 1985 · 
Straatsburg 1987 · 
Bonn 1989 · 
Athene 1991 · 
Sheffield 1993 · 
Wenen 1995 · 
Sevilla 1997 · 
Istanboel 1999 · 
Helsinki 2000 · 
Berlijn 2002 · 
Madrid 2004 · 
Boedapest 2006 · 
Eindhoven 2008 · 
Boedapest 2010 · 
Debrecen 2012 · 
Berlijn 2014 · 
Londen 2016 · 
Glasgow 2018 · 
Boedapest 2020 · 
Rome 2022

Kortebaan (25 meter):

Sprintkampioenschappen: Gelsenkirchen 1991 · 
Espoo 1992 · 
Gateshead 1993 · 
Stavanger 1994

Kortebaankampioenschappen: Rostock 1996 · 
Sheffield 1998 · 
Lissabon 1999 · 
Valencia 2000 · 
Antwerpen 2001 · 
Riesa 2002 · 
Dublin 2003 · 
Wenen 2004 · 
Triëst 2005 · 
Helsinki 2006 · 
Debrecen 2007 · 
Rijeka 2008 · 
Istanboel 2009 · 
Eindhoven 2010 · 
Szczecin 2011 · 
Chartres 2012 · 
Herning 2013 · 
Netanya 2015 · 
Kopenhagen 2017 · 
Glasgow 2019 · 
Kazan 2021 · 
Otopeni 2023